# Dimos Filadelfeia-Chalkidona
Dimos Filadelfeia-Chalkidona (Filadelfeia-Chalkidona) är en kommun i Grekland.   Den ligger i prefekturen Nomarchía Athínas och regionen Attika, i den sydöstra delen av landet, 7 km norr om huvudstaden Aten. Antalet invånare är 35 556. Arean är 9,5 kvadratkilometer.
Terrängen i Dimos Filadelfeia-Chalkidona är platt.